# 特奥多拉·普希奇
特奥多拉·普希奇（羅馬化：Teodora Pušić，1994年3月12日—），塞尔维亚女子排球运动员。她曾代表塞尔维亚参加2018年和2022年世界女子排球锦标赛，两届比赛皆获得冠军。